# S.O.S.: Sexo y otros Secretos
SOS: Sexo y Otros Secretos (Ou S.O.S.: Sexo e outros segredos em português) é uma série da televisão mexicana produzida pela Televisa. A série estreou em 15 de maio de 2007, é exibida pela Televisa, com as atuações de Susana Zabaleta, Susana González, Luz María Zetina, Marina de Tavir e Claudia Ramírez.
No Brasil, foi exibida pela Rede CNT e pelo canal TLN Network da Televisa.

## Sinopse
A série conta a história de cinco amigas Irene, Maggie, Pamela, Tania e Sofia, elas residem na Cidade do México, elas têm uma forma diferente de ver viver. A única coisa que têm em comum uma grande amizade que se têm. 

## Elenco
- Susana Zabaleta - Sofia (2007)
- Susana González - Tania (2007 -  )
- Luz María Zetina - Maggie (2007 -  )
- Marina De Tavira - Pamela (2007 -  )
- Claudia Ramírez - Irene (2007 -  )
- Julio Bracho - Javier (2007 - 2008)
- Pedro Damián - Genaro (2007)
- Benny Ibarra - Gabriel (2007 -  )
- Miguel Rodarte - Boris (2007 -  )
- Chantal Andere - Natalia (2008 -  )
- Rafael Amaya - Martín (2008 -  )
- Dani Fridman - Melisa (2008 -  )
- Odiseo Bichir - Tovar (2008 -  )
- Enrique Singer - Levy (2008 -  )
- Christina Masón - Irenita (2007 -  )

Deixaram a trama
- Zuria Vega - Roberta (2007 - 2008)
- Azela Robinson - Lucia (2007)
- Dario T. Pie - Dario (2007)
- Paty Díaz - Marcia (2007)